# 1972년 칸 영화제
제25회 칸 영화제는 1972년 5월 4일부터 1972년 5월 19일까지 열린 영화제이다. 프랑스 칸에서 개최되었다.

## 수상

### 황금종려상
- 마테이 어페어 - 프란체스코 로시 수상
- 천국으로 가는 노동계급 - 엘리오 페트리 수상
- 붉은 시편 - 미클로시 얀초

### 심사위원대상
- 솔라리스 - 안드레이 타르코프스키 수상

### 감독상
- 붉은 시편 - 미클로시 얀초 수상

### 여우주연상
- 환상 속의 사랑 - 수잔나 요크 수상

### 남우주연상
- 우리는 함께 늙지 않는다 - 장 이안 수상